# Tropicale (singolo)
Tropicale è un singolo della cantante italiana Francesca Michielin, pubblicato il 15 giugno 2018 come quarto estratto dal terzo album in studio 2640.

## Descrizione
Quinta traccia del disco, il brano è stato scritto da Calcutta e Dardust e ha come tema il costante contrasto tra la spiaggia e il mare, dove la prima indica il ritrovo di una festa caotica e rumorosa, mentre il secondo rappresenta un luogo dove si vuole evadere perché non ci si sente adatti ad affrontare una serie di situazioni. Dal punto di vista musicale, invece, è un brano pop influenzato da sonorità urban, tropical e sezioni di strumenti ad arco.

## Video musicale
Il videoclip è stato pubblicato il 15 giugno 2018 sul canale YouTube della cantante.